# Jaderná elektrárna Hamaoka
Jaderná elektrárna Hamaoka (japonsky 浜岡原子力発電所) je provozní jadernou elektrárnou v Japonsku. Leží poblíž města Omaezaki v prefektuře Šizuoka na východním pobřeží Japonska, 200 kilometrů jihozápadně od Tokia. Jaderná elektrárna je vlastněna a provozována společností Chubu Electric Power Company. V roce 2004 byla elektrárna prohlášena za nejméně bezpečnou v Japonsku, protože se nachází vedle tektonického zlomu.

## Historie a technické informace

### První a druhý blok
Záměr na výstavbu jaderné elektrárny Hamaoka byl oznámen v listopadu 1963 společností Chubu Electric Power. Plán na výstavbu byl schválen příslušnými úřady 25. března 1970 a 20. dubna byl zvolen varný typ reaktoru. V červnu 1970 byly na staveništi otevřeny meteorologické, geologické, oceánografické a zemětřesné pozorovací stanoviště. Povolení k výstavbě bylo uděleno 10. prosince 1970. Přípravy na výstavbu započaly v dubnu 1971.
Výstavba prvního varného reaktoru o hrubém výkonu 540 MW oficiálně započala 10. června 1971. Jedná se o typ BWR-4. Jeho připojení k síti proběhlo již 13. srpna 1974 a do komerčního provozu přešel 17. března 1976.
Mezitím druhý blok stejné koncepce o hrubém výkonu 840 MW se začal stavět 14. června 1974 a po necelých čtyřech letech byl připojen k síti, k čemuž došlo 4. května 1978. Komerční provoz bloku byl zahájen 29. listopadu téhož roku. První a druhý blok byly trvale vyřazeny z provozu 30. ledna 2009.

### Třetí a čtvrtý blok
Povolení k výstavbě 3. bloku s reaktorem typu BWR-5 s hrubým výkonem 1100 MW bylo uděleno na začátku 80. let. Jeho výstavba začala 18. dubna 1983 a již 20. ledna 1987 byl blok připojen k síti a začal dodávat elektřinu. Komerční provoz byl zahájen po dokončení testů 28. srpna 1987.
Společně s třetím blokem byl objednán také identický čtvrtý blok o hrubém výkonu 1137 MW. S výstavbou se začalo 13. října 1989 a do sítě byl blok připojen 27. ledna 1993. Komerční provoz byl zahájen 3. září 1993. Oproti třetímu bloku došlo ve čtvrtém k vyšší standardizaci a optimalizaci výstavby, takže došlo ke snížení konstrukčních nákladů o přibližně 20%.

### Pátý blok
Plán na výstavbu pátého bloku byl oznámen v prosinci 1992. Jako dodavatel bloku byla zvolena společnost Hitachi. Zvolen byl reaktor ABWR o hrubém výkonu 1380 MW. I přes předchozí odpor obyvatel byla výstavba zahájena 12. července 2000. Výstavba trvala necelé 4 roky a poté byl blok připojen k síti. K tomu došlo 26. dubna 2004 a poté byl po úspěšném dokončení testů dne 18. ledna 2005 zahájen komerční provoz.

### Šestý blok
Šestý blok jaderné elektrárny Hamaoka byl navržen pro překlenutí deficitu elektřiny po odstavení 1. a 2. bloku a kvůli snížení počtu pracovníků. S jeho výstavbou se mělo začít v roce 2015, ale v roce 2011 došlo v Tóhoku k zemětřesení a tsunami, které způsobilo havárii jaderné elektrárny Fukušima I. Z toho důvodu byl plán odložen na neurčito a neexistuje žádný harmonogram, protože šestý blok není zahrnut v plánech na léta 2020 až 2030.
Má jít o blok shodný s pátým blokem, pouze se zvýšeným hrubým výkonem na zhruba 1400 MW.

### Zemětřesení a tsunami v Tóhoku 2011
V důsledku zemětřesení a tsunami v Tóhoku a havárii jaderné elektrárny Fukušima Daiiči byla elektrárna dne 13. května 2011 dočasně vyřazena z provozu. Její znovuspuštění se plánuje po dokončení všech modernizačních prací pro splnění nových norem v japonském jaderném průmyslu a po výstavbě protipovodňové zdi před elektrárnou. Celkové náklady jsou odhadnuty na 1,3 miliardy amerických dolarů.

## Informace o reaktorech
| Reaktor   | Typ reaktoru | Výkon   | Výkon   | Zahájení výstavby | Připojení k síti | Uvedení do provozu | Uzavření    |
| Reaktor   | Typ reaktoru | Čistý   | Hrubý   | Zahájení výstavby | Připojení k síti | Uvedení do provozu | Uzavření    |
| --------- | ------------ | ------- | ------- | ----------------- | ---------------- | ------------------ | ----------- |
| Hamaoka-1 | BWR-4        | 515 МW  | 540 МW  | 10. 6. 1971       | 13. 8. 1974      | 17. 3. 1976        | 30. 1. 2009 |
| Hamaoka-2 | BWR-4        | 806 МW  | 840 МW  | 14. 6. 1974       | 4. 5. 1978       | 29. 11. 1978       | 30. 1. 2009 |
| Hamaoka-3 | BWR-5        | 1056 МW | 1100 МW | 18. 4. 1983       | 20. 1. 1987      | 28. 8. 1987        |             |
| Hamaoka-4 | BWR-5        | 1092 МW | 1137 МW | 13. 10. 1989      | 27. 1. 1993      | 3. 9. 1993         |             |
| Hamaoka-5 | ABWR         | 1325 МW | 1380 МW | 12. 7. 2000       | 26. 4. 2004      | 18. 1. 2005        |             |
| Hamaoka-6 | ABWR         |         | 1400 МW | Plánováno         |                  |                    |             |